# Iucunda Sane
Iucunda Sane (en español, Gozoso recuerdo) es una encíclica del papa San Pío X, publicada el 12 de marzo de 1904 con ocasión del decimotercer centenario de la muerte de san Gregorio Magno y dedicada a la memoria de su obra reformadora de la sociedad civil y eclesiástica.

## Decimotercer centenario de San Gregorio Magno

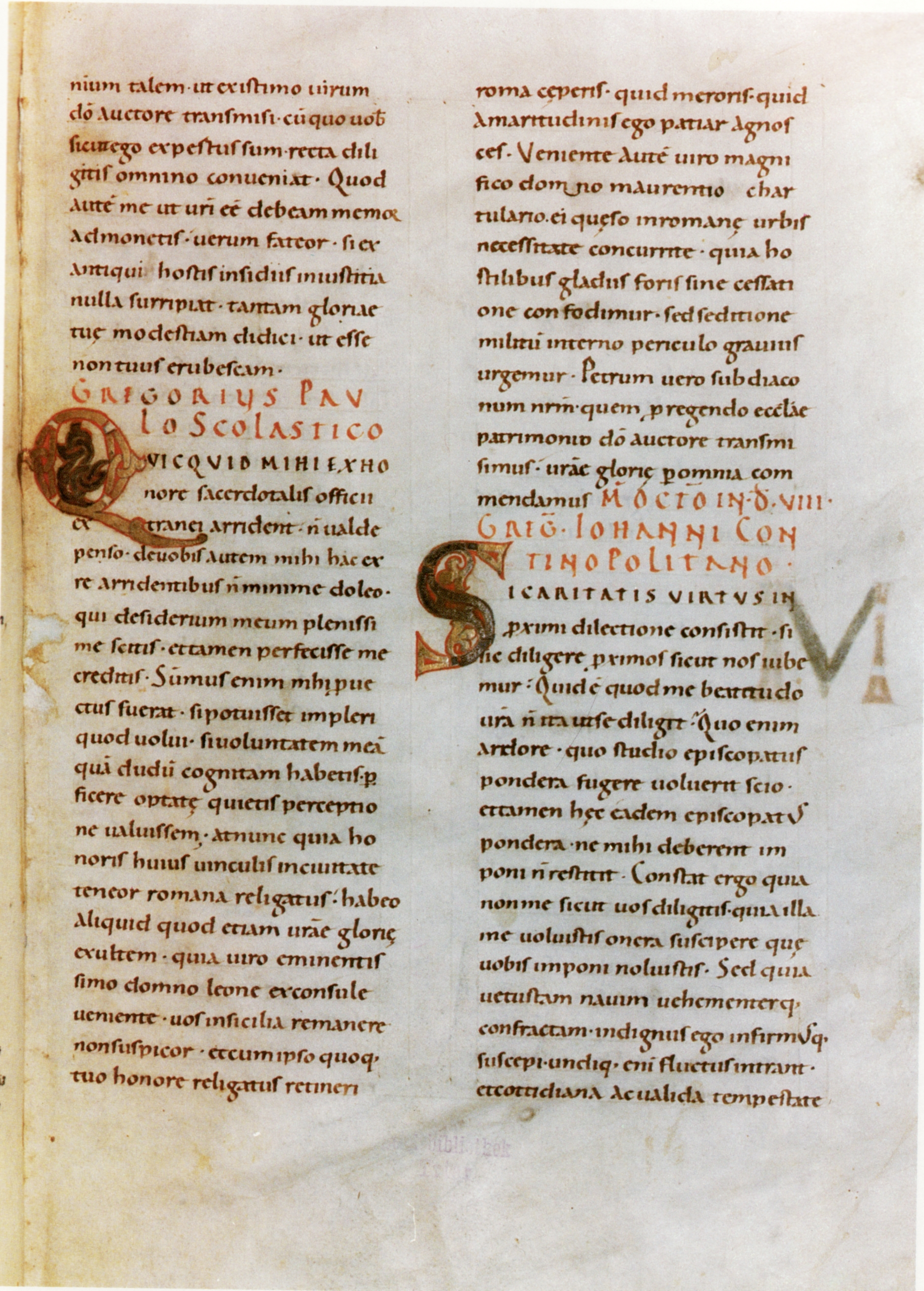
Reproducción de una página (fol 2r) del Registrum Gregorii, donde se incluye el epistolario de San Gregorio, utilizado en la redacción de esta encíclica

El futuro papa nació en Roma en el 540, en el seno de una rica familia patricia y recibió una sólida formación intelectual. En la juventud se dedicó a la política llegando a ocupar el puesto de prefecto de Roma (præfectus urbis), la mayor dignidad civil del momento, pero movido por su vocación religiosa entró en la orden benedictina, y trabajó por propagar la regla de San Benito, llegando a fundar seis monasterios. En 579 fue ordenado diácono por el papa Pelagio II, del que fue secretario. A la muerte de este papa 590 fue elegido por el clero y el pueblo romano para sucederle.
Tras la muerte de su padre, en 575 transformó su residencia familiar en el Monte Celio en un monasterio bajo la advocación de san Andrés (en el lugar se alza hoy la Iglesia de San Gregorio al Celio). Trabajó con constancia por propagar la regla benedictina y llegó a fundar seis monasterios aprovechando para ello las posesiones de su familia tanto en Roma como en Sicilia.
La labor de su pontificado, relativamente corto, pues falleció el 2 de marzo del año 604, le obtuvo el aprecio y admiración no solo de sus contemporáneos, sino también de los siguientes siglos, recibiendo el calificativo de Magno con el que se le conoce en la historia. Efectivamente su atención a los problemas de sus conciudadanos, la defensa de la fe frente a la herejía, la propagación del cristianismo entre los pueblos bárbaros y el cuidado del culto litúrgico, supuso una gran obra, digna de ser recordada.
Gregorio Magno es uno de los cuatro Padres que se reconocieron en la Iglesia latina; en 1295 el papa Bonifacio VIII lo declaró doctor de la Iglesia. Su fiesta litúrgica, hasta la última revisión del santoral, se celebró el día de su muerte (22 de marzo), y esa es la fecha en que San Pío X publica, en el decimotercer centenario de su fallecimiento, la encíclica Icunda sane. Actualmente su fiesta se celebra el 3 de septiembre.

## Contenido[a]
Iucunda Sane accidit recordatio, Venerabiles Fratres, magni et incomparabilis viri (Martyrol. Rom. 3 sept), Gregorii Pontificis huius nominis primi, cuius, vertente anno millesimo tercentesimo ab eius obitu saecularia solemnia celebraturi sumus.
Nos viene a la memoria, Venerables Hermanos, el gozoso recuerdo de aquel grande e incomparable varón, el Pontífice Gregorio, primero que utilizó ese nombre, del que vamos a celebrar el décimo tercer centenario de su muerte.
Iucunda Sane, §1

Así comienza el papa la encíclica, manifestando enseguida su deseo de volver la vista a ese papa, para tomar ejemplo del modo en que cumplió su misión. Con ese fin expone de modo sucinto la labor que realizó en la Iglesia y en la sociedad civil.

### El ejemplo de San Gregorio Magno[b]
Cuando Gregorio Magno asume el pontificado, era patente la decadencia del imperio romano de modo que Italia estaba a merced de los longobardos, que en sus correrías devastaban campos y ciudades,

El mismo Gregorio nos describe la Iglesia de Roma: una vieja nave, deshecha por la violencia... que hace agua por todas partes rota a diario por los embates de la tempestad y cuyas tablas carcomidas anuncian el naufragio. Sin embargo, Dios envió para salvarla el piloto que hacia falta, y éste, empuñando el timón, llevarla a puerto entre aquel oleaje proceloso, guardándola de futuras tormentas.
Iucunda Sane, § 2

En poco más de trece años pontificado la situación de Roma y de Italia había cambiado:

Reanimó la piedad de los fieles, la observancia de los religiosos; la disciplina del clero y el celo pastoral de los sagrados obispos. Fue como un prudentísimo padre en Cristo, custodio del patrimonio eclesiástico, que atendió liberalmente y con abundancia las necesidades del pueblo, de la sociedad cristiana y de cada iglesia en particular. Como verdadero enviado de Dios, llevó sus energías de organizador más allá de los límites de Roma, y se empleó en el bien de toda la sociedad. Hizo frente a las injustas exigencias de los emperadores de Bizancio, puso límite a la insolencia de los exarcas y funcionarios imperiales, y como paladín de la justicia social frenó su execrable avaricia. Aplacó la ferocidad de los Longobardos, no temiendo salir a las mismas puertas de Roma para enfrentarse con Agilulfo, lo mismo que León Magno hiciera con Atila; no desistió en su empeño y amables ruegos hasta ver a aquellas temibles gentes finalmente pacificadas y organizadas con un gobierno y convertidas a la fe católica
Iucunda Sane, §3

Pero no menor fue su labor en la defensa de la fe, pues acabó con los errores que subsistían en Italia y África, organizó la iglesia en Francia, impulsó la conversión de los visigodos en España, de modo que abandonasen el arrianismo, y convirtió a la fe al pueblo británico, sacándolo de la idolatría. Gregorio era bien consciente de que toda esa labor era "obra de la diestra del Altísimo"; así muestra por ejemplo en su carta a San Agustín de Canterbury refiriéndose a la conversión del pueblo británico:

¿De quién es obra esto, sino del que dijo: "mi Padre sigue actuando, y yo también actuó"? (Jn 5,17). Para demostrar que la conversión del mundo no se debe a la sabiduría humana, sino a Su poder, eligió como predicadores a los ignorantes, enviándolos al mundo; lo mismo ha ocurrido con el pueblo inglés, porque se ha dignado hacer cosas grandes por medio de los débiles
Iucunda Sane, §5

La encíclica resalta la humildad y santidad de Gregorio Magno, quien procuró siempre hacer los mejor y para que todos alcanzasen la salvación, hacerles llegar los dones celestiales que Dios concedió a su Iglesia: la certeza de la fe, los sacramentos y la gracia de la oración

### Actitud ante una situación similar
Pío X muestra que ante la misión que le impone el pontificado se encuentra en una situación similar a la que Gregorio Magno contempló al llegar al papado. Pero como sucedió a Gregorio el papa ha de apoyase en la "la solidez del Príncipe de los Apóstoles, solidez que nos hace recordar que el nombre de Pedro proviene de piedra", y recuerda cómo los reinos y los imperios desaparecen, pero la Iglesia se mantiene. Con esta convicción expone su actitud:

"Nos, con esta fe y apoyados en esta roca, sin dejar de hacernos cargo de los gravísimos deberes del sagrado gobierno y del poder divino que Nos sostiene, esperamos que callen las voces de los vocingleros y que desaparezcan para siempre de la Iglesia católica sus doctrinas; no tardaremos mucho en ver como se abandonan las afirmaciones de una ciencia y de una cultura que rechaza a Dios, o en ver como desparecen de la sociedad. Entretanto, no podemos dejar de recordar todos, como hizo Gregorio, cuanta es la necesidad de recurrir a la Iglesia, que da la salvación eterna junto con la paz y la prosperidad terrenas en esta vida".
Iucunda Sane, §9

Siguen unos consejos para los pastores a los que dirige la encíclica pidiéndoles en primer lugar "la caridad y la unión con la Iglesia", "la necesidad de un perfecto entendimiento entre la potestad eclesiástica y la civil, pues la providencia de Dios quiso que se ayudasen mutuamente", y les recuerda con fuerza, la situación en que se encuentra la sociedad, aunque se encuentre iluminado por el espíritu cristiano, parece despreciar la vida sobrenatural y no reacciona ante el error:

Este error moderno, el mayor de todos y del que proceden los demás, es la causa, que tanto nos duele, de la pérdida de la salvación eterna de los hombres y de los muchos daños que sufre la religión, que se harán mucho peores si no se les aplica la medicina. Niegan la existencia de todo orden sobrenatural: que Dios sea el creador de todas las cosas y que su providencia gobierne todo; niegan que haya milagros y, negándolos, necesariamente destruyen los fundamentos de la religión cristiana. Atacan los argumentos que demuestran la existencia de Dios, y con increíble temeridad -contra los primeros principios de la razón-, se rechaza el poderoso argumento, que no admite prueba en contrario, de que la causa, es decir Dios y sus atributos se conoce por los efectos. Las perfecciones invisibles de Dios, incluidos su eterno poder y su divinidad, se han hecho visibles después de la creación del mundo, por el conocimiento que de ellas nos dan las criaturas (Rm 1,21).
Iucunda Sane, §15

Ante esta situación la responsabilidad de los pastores les debe llevar a  fomentar la vida sobrenatural en todos los órdenes de la sociedad humana, desde el más humilde trabajador, a los poderosos rectores de la tierra; y esto con la oración y haciendo llegar a todo el pueblo las enseñanzas morales de Cristo. El papa continúa proporcionando a los obispos, unas orientaciones concretas para su tarea pastoral.

### Recomendaciones a los Pastores[d]
El Papa señala el error que supondría para los Pastores sus concesiones a la ciencia, olvidando que "la verdad es única y no puede dividirse; permanece eterna, sin plegarse a los tiempos, pues Jesucristo es el mismo ayer, hoy siempre (Heb 13,8", o preocupados de las necesidades materiales de su pueblo, "silencian la salvación del alma y las gravísimas obligaciones de la fe cristiana". 

Al proponer la verdad, será prudente proceder con tacto; cuando se hayan de tratar asuntos con quienes desprecian nuestras instituciones y viven completamente apartados de Dios, como decía Gregorio, al curar las heridas, es preciso tocarlas antes con mano delicada (Registr. V, 44 (18) ad Ioannem episcop.). Pero este procedimiento se quedaría en prudencia de la carne, si se pusiese en práctica así, sin más; sobre todo, porque daría la impresión de que se tiene en poco a la gracia divina [..] y con la que nuestras palabras y nuestros hechos acaban venciendo toda resistencia
Iucunda Sane, §25

Sin embargo, estas armas no servirían de nada si los que las utilizan no llegan una vida de íntima comunión concreto, no tienen una auténtica piedad ni deseos de dar a Dios toda la gloria y extender su reino. Insistía el papa Gregorio en la necesidad de que los Pastores llevasen una vida santa, y escribía:

¿Como puede interceder por los hombres delante de Dios quien con la dedicación de su propia vida no se muestra consciente de que participa de Su gracia?. Si en su conducta se manifiestan las pasiones, ¿con qué atrevimiento se apresura a curar al herido, el que muestra en su rostro las mismas heridas?". ¿Qué frutos podrán conseguirse en los fieles, si los pregoneros de su doctrina, niegan con sus vidas lo que enseñan con sus palabras? (Regla Pastoral. 1, 2). Ciertamente no tiene fuerza para ayudar en las caídas ajenas, aquel a quien sus mismas faltas tienen hundido.
Iucunda Sane, §27

Estas consideraciones llevan a Papa a recordar a los obispos el cuidado con el que han elegir a los nuevos sacerdotes, ordenando solo a aquellos que por su forma de vida se hayan mostrado dignos del sacerdocio; y la prudencia con que han de confiar las tareas pastorales a los recién ordenados sacerdotes. Esta necesidad de sacerdotes santos fue expuesta por Gregorio con elocuencia y vigor en el Concilio de Letrán; insistiendo en la necesidad de predicar la verdadera doctrina.

Al actuar de esta forma levantó el papa Gregorio un gran entusiasmo, que no solo duró mientras él vivía, sino que se alargó también a los años siguientes. y así, a ese tiempo se le conoce con el nombre "época gregoriana", porque de Gregorio recibió casi todo su impulso: las leyes de gobierno del clero, la institucionalización del estado de perfección y de la vida religiosa, y, por último, la música sacra y la ordenación del culto.
Iucunda Sane, §31

Después vinieron tiempos distintos; pero la Iglesia ha recibido de Cristo, su fundador para que, en cualquier época, no solo pueda cuidar de las almas, sino también contribuir al desarrollo de la humanidad, tarea que deriva de la misma naturaleza de su ministerio. Por esto

Grandes beneficios proporciona la doctrina divina a la ciencia humana, porque a través de ella puede descubrirse más amplitud de horizontes para nuevos descubrimientos incluso de orden natural, y porque allana el camino para la investigación y previene contra los errores que pueden derivarse bien de la razón, bien del método seguido para investigar la verdad y así resplandece como el faro en un puerto, dando luz a los que navegan en la noche, sobre muchas cosas que permanecerían envueltas en tinieblas y ayudándoles a evitar los escollos que les harían naufragar, si su nave se estrellase contra ellos.
Iucunda Sane, §34

### El papel de la música y las artes
Recuerda también el papa "cuánto bien ha hecho el arte al servicio de la religión" y las medidas que por este motivo ha dictado recientemente en un reciente motu proprio, a fin de recuperar en la música sacra todo lo establecido por sus antecesores. También las demás artes, sea cual su forma de expresión, deben tender a Dios, ejemplo supremo de belleza.  El papa Gregorio aportó estos beneficios a su época y a los tiempos que siguieron, 

Lo mismo podremos conseguir ahora si nos apoyamos en tan sólido fundamento y empleamos medios adecuados para mantener lo bueno que, gracias a Dios, todavía queda, y para instaurar en Cristo (Ep 1,10) todo lo que se ha descaminado.
'Iucunda Sane', §37

### Exhortación final
El Papa concluye la encíclica, con las mismas palabras con que el papa Gregorio finalizó su discurso en el concilio de Letrán:

Pensad esto detenidamente y transmitidlo a cuantos os rodean. Preparaos para dar fruto a Dios omnipotente en la tarea que os ha encomendado. Pero esto que os decimos lo conseguiremos mejor rezando que hablando. Oremos: Dios, que nos quisiste llamar como pastores de tu pueblo, concédenos, te rogamos, que lo que decimos con nuestras palabras sea una realidad ante tus ojos
Iucunda Sane, §38